# Friedrich Alfred Krupp

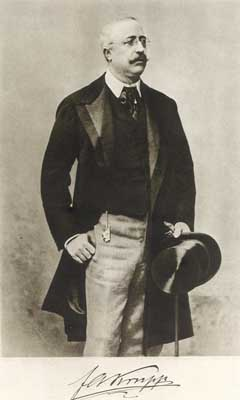
Friedrich Alfred Krupp in una foto scattata nel 1900

Friedrich Alfred Krupp (Essen, 17 febbraio 1854 – Essen, 22 novembre 1902) è stato un imprenditore tedesco.

## Biografia

### L'acciaieria Krupp e Capri
Dopo aver ereditato nel 1887 da suo nonno Friedrich Krupp e da suo padre Alfred Krupp l'acciaieria Krupp (oggi confluita nella ThyssenKrupp), provvide a espanderla ulteriormente. La fabbrica, che venne ingrandita grazie a un nuovo stabilimento a Duisburg-Rheinhausen, era destinata prevalentemente agli armamenti. Sotto la direzione di Krupp il numero dei lavoratori, per i quali introdusse numerose agevolazioni sociali, raddoppiò arrivando a 45.000: Krupp divenne l'uomo più ricco di Germania. L'espansione dell'azienda (trainata soprattutto dalla frenetica corsa agli armamenti dell'epoca) gli valse l'evocativo soprannome di «re dei Cannoni».
Friedrich Alfred Krupp era un grande amante di Capri, dove a partire dal 1899 ebbe modo di godersi la vita, e soprattutto di svolgere ricerche biologiche marine sul plancton, servendosi del suo panfilo Puritan ancorato a Marina Piccola.
Krupp non ebbe mai una villa di sua proprietà a Capri, ma soggiornò presso il Grand Hotel Quisisana dove aveva affittato una suite di quattro stanze; in attesa di costruirsene una, aveva acquistato tutto il vasto terreno situato fra la certosa e il Castiglione, creandovi un parco, ribattezzato dopo la prima guerra mondiale e ancora oggi denominato giardini di Augusto.
Successivamente, Krupp acquistò anche la grotta di fra' Felice, da lui ristrutturata in una piccola abitazione di due piani, simile a una torretta, raggiungibile tramite un ponticello: si trattava, in sostanza, di un comodo pied-à-terre dove egli soleva ritrovarsi con gli amici (quali Ignazio Cerio, Edwin Cerio, Vincenzo Cuomo, ed altri).

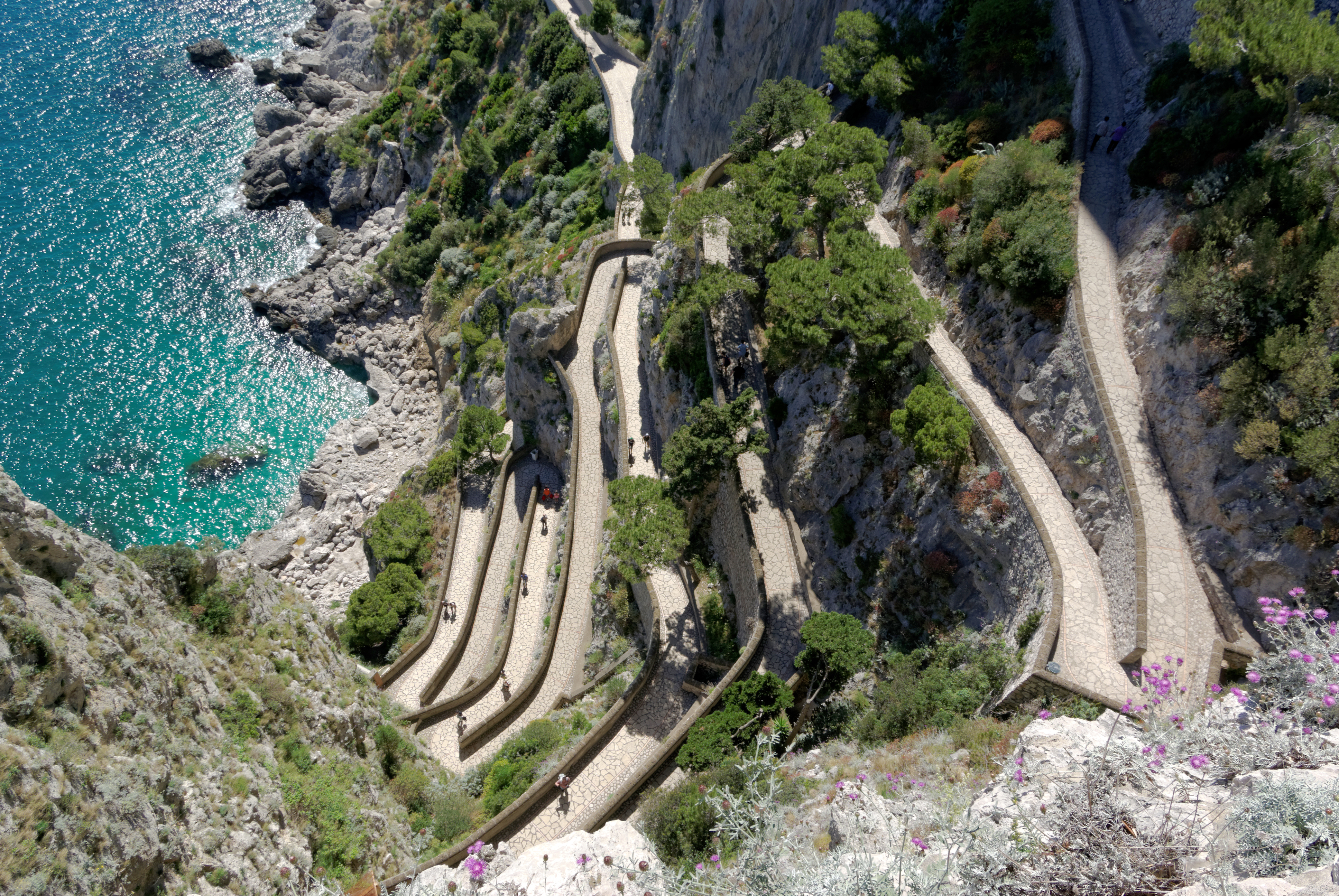
Via Krupp a Capri

La costruzione che però più lega il suo nome a Capri è la strada a tornanti denominata via Krupp, che egli fece aprire sui pendii molto ripidi e scoscesi situati fra i suoi Giardini e la Marina Piccola – strada definita da Roberto Pane «una vera e propria opera d'arte» e che costituisce un'attrazione turistica dell'isola – che aveva lo scopo di fargli raggiungere più agevolmente il suo panfilo.

### Lo scandalo Krupp
Nel suo soggiorno a Capri Krupp si lasciò invischiare nella politica locale della piccola isola, appoggiando il partito di ispirazione clericale. Per rappresaglia, il quotidiano napoletano La Propaganda, di ispirazione socialista, cominciò a pubblicare una serie di articoli dai titoli espliciti (come Capri-Sodoma) in cui denunciava pubblicamente Krupp come omosessuale e corruttore dei giovani capresi, scatenando un enorme scandalo. Altrettanto veemente fu la guerra scatenatagli da Matilde Serao con i suoi feroci articoli pubblicati sul quotidiano Il Mattino di Napoli che ebbero come effetto quello di distruggergli la reputazione e di non permettergli più di restare né a Capri e né a Napoli («re dei cannoni e re dei capitoni», così Krupp fu soprannominato dalla Serao).
Nell'ottobre del 1902, Margarethe von Ende, moglie di Krupp, ricevette lettere anonime e, secondo alcune fonti, fotografie compromettenti delle orge in cui era presente suo marito. Lei chiese così aiuto al Guglielmo II di Germania, amico di famiglia, affinché prendesse misure nei confronti di suo marito, ma egli rifiutò di ascoltarla e Krupp stesso la fece rinchiudere a vita in un manicomio.
Nel frattempo Krupp fu espulso dall'Italia (e La Propaganda condannata per oscenità), ma la situazione precipitò quando il 15 novembre 1902 il quotidiano marxista tedesco Vorwärts (Avanti) riprese l'accusa della Propaganda. La gravità della cosa si comprende meglio ricordando che l'omosessualità era un reato in Germania, in base al paragrafo 175, e che Krupp era intimo dell'imperatore tedesco Guglielmo II (che infatti lo difese pubblicamente). Si riporta, di seguito, uno stralcio dell'articolo del Vorwärts:
Krupp querelò l'articolista, anche sfruttando l'amicizia con Guglielmo II; tuttavia morì pochi giorni dopo, il 22 novembre 1902. Ancora sconosciute sono le dinamiche della sua morte: sebbene ufficialmente il decesso sia stato attribuito a una violenta «emorragia cerebrale», c'è chi al contrario sostiene la tesi del suicidio. I funerali si tennero il 27 novembre 1902; nel suo testamento, inoltre, Krupp dispose la trasformazione della società in società per azioni e destinò le partecipazioni alla figlia maggiore Bertha Krupp.